# Edgaras Jankauskas
Edgaras Jankauskas (* 12. března 1975, Vilnius) je bývalý litevský fotbalista. Nastupoval povětšinou na postu útočníka.
Za litevskou reprezentaci hrál v letech 1991–2008 a odehrál 56 utkání, v nichž vstřelil 10 branek.
Největších úspěchů však dosáhl na klubové úrovni. S portugalským klubem FC Porto vyhrál Ligu mistrů 2003/04 a Pohár UEFA 2002/03.
S Portem se stal dvakrát mistrem Portugalska (2002/03, 2003/04), s Bruggami mistrem Belgie (1997/98). Má také jeden portugalský pohár (2002/03) a s Heart of Midlothian vyhrál i pohár skotský (2005/06). V roce 2008 přestoupil do lotyšského Skonto Riga, kde v 10 zápasech dokázal dvakrát skórovat. Poté se nakrátko vrátil zpět do Litvy do REO LT Vilnius, kde za pouhé 4 zápasy vstřelil hned 8 gólů. V roce 2009 se vydal za oceán do klubu New England Revolution, strávil sezonu s bilancí 10 zápasů (2 góly). Svoji kariéru zakončil ve druhé nejvyšší ruské lize v týmu FC Fakel Voroněž. Po skončení hráčské kariéry se stal fotbalovým trenérem. V roce 2011 se dostal jako asistent manažera zpět do skotského Heart of Midlothian. V následujícím roce se na stejné pozici přesunul do ruského Lokomotivu Moskva. V říjnu 2015 se stal manažerem litevské reprezentace.
Dočkal se i individuálních ocenění, pětkrát byl vyhlášen v Litvě fotbalistou roku (1997, 1998, 2000, 2001, 2004). V sezóně 1995–96 byl nejlepším střelcem litevské ligy.